# Paracles translucida
Paracles translucida là một loài bướm đêm thuộc phân họ Arctiinae, họ Erebidae.